# Новое словенское искусство

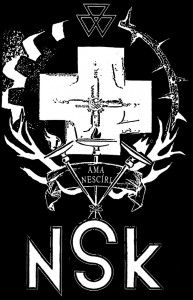
Эмблема организации

Новое словенское искусство (нем. Neue Slowenische Kunst, NSK) — неформальная организация, созданная в 1984 словенским музыкальным коллективом «Laibach» в сотрудничестве с группой художников «Irwin» и театральной труппой «Scipion Nasice Sisters». В 1991 году NSK было преобразовано в виртуальное государство.

На сегодняшний день наиболее значимыми членами этого движения являются: «Laibach», «Irwin», «Noordung», «Студия нового коллективизма», «Отделение чистой и прикладной философии», а также множество более мелких подразделений, которые появляются и исчезают по мере надобности.
NSK получила достаточно большое развитие в Словении. Как виртуальное государство, оно разработало собственный паспорт, марки и т. д., и имеет собственное электронное посольство в Интернете, которое периодически открывает свои офисы во время визитов в другие города (например, офис такого посольства был открыт на месяц в Москве, в 1992 году).
Гражданство NSK доступно для людей доброй воли со всего мира, вне зависимости от религии, расы, национальности, пола и убеждений. Гражданство подтверждается паспортом NSK, сведения о гражданстве фиксируются в реестре. Паспорта имеют номер и имеют ограниченный срок действия.
Государство NSK транснационально, оно не имеет постоянной территории и национальных границ, и отрицает их как необходимый атрибут государственности. Граждане NSK могут одновременно быть гражданами других стран.
По заявлению основателей, сегодня в NSK больше граждан, чем в Ватикане.
Организационным принципом NSK объявлен коллективный абсолютизм, а главой государства — имманентно-трансцендентный дух. В NSK отсутствует формальное правительство, власть осуществляется прямым действием граждан, то есть основана на самоуправлении. Техническая поддержка осуществляется бюрократами и исполнителями.
В 1996 году режиссёр Майкл Бенсон снял документальный фильм об NSK «Prerokbe Ognja».

## Состав группы
Стать участником объединения NSK могла любая художественная группа, бросавшая вызов запретным темам и нормам словенской национальной идентичности. Музыкальная группа Laibach — самый известный участник художественного коллектива NSK. Среди других участников группы — IRWIN, театральная труппа Gledališče sester Scipion Nasice (Scipion Nasice Sisters Theatre), также известная как Red Pilot и Cosmokinetic Theatre Noordung, Novi kolektivizem (New Collective Studio, графический дизайн), Retrovision (кино и видеоарт), а также Oddelek za čisto in praktično filozofijo (Department of Pure and Applied Philosophy, «Отдел теоретической и прикладной философии») .

## Характерные особенности творчества
NSK обращается к символике, почерпнутой из тоталитарных и ультранационалистических движений, аппроприирующей тоталитарный китч в визуальном стиле, напоминающем дадаизм. Художники группы NSK противопоставляют символы разных (часто несовместимых между собой) политических идеологий. Например, плакат группы NSK 1987 года вызвал скандал после победы на конкурсе на югославском фестивале Дня молодёжи. В плакате использовалась работа нацистского художника Ричарда Кляйна. Изображение флага нацистской Германии было заменено югославским флагом и немецкий орёл — югославским голубем. Власти посчитали, что плакат сравнивает маршала Тито с Адольфом Гитлером. После того, как журнал Mladina напечатал плакат на обложке, тираж был запрещён.
IRWIN и «Лайбах» подчёркивают, что их творчество скорее коллективное, нежели индивидуальное. В подписях к песням и аранжировкам Laibach указывается коллективное авторство, имена музыкантов группы не упоминаются на обложках альбомов. В какой-то момент даже существовали две группы, гастролировавшие одновременно, называвшиеся Laibach. В каждой из них играли музыканты оригинальной группы. Точно таким же образом, художники группы IRWIN никогда не подписывают своих работ; вместо этого они используют печать или сертификат, указывающий на то, что данная работа принадлежит художественному коллективу IRWIN.
В 1996 году режиссёр Майкл Бенсон снял документальный фильм о группе NSK, который назывался Predictions of Fire (Предсказание огня, Prerokbe Ognja). Среди героев, интервьюируемых в фильме, был словенский философ Славой Жижек.

## Государство NSK
После событий 1991 года художественный коллектив NSK заявил, что представляет собой государство. Его притязания были аналогичны требованиям небольших наций. NSK выдают паспорта, устраивают выставки своих работ в посольстве или даже в качестве территории собственного воображаемого государства, имеют консульства в нескольких городах, в том числе в хорватском Умаге (с 1994). NSK также выпустила почтовые марки. В 2006 году группа Laibach записала государственный национальный гимн NSK на пластинке Volk. В гимне используется мелодия другой песни группы, The Great Seal. В гимне NSK в версии группы Laibach звучат отрывки знаменитой речи Уинстона Черчилля («Мы будем сражаться на холмах, мы не сдадимся никогда»).

## Паспорт NSK
Паспорта NSK являются арт-проектом и не являются действительными для поездок за границу.
Тем не менее, многие отчаявшиеся люди стали жертвой мошенников, получив паспорт NSK. Многие из этих мошенников были из Нигерии и Египта. Первый конгресс граждан NSK прошел в 2010 году в Берлине. За ним последовала «Встреча NSK» во французском Лионе, ещё одна «Встреча NSK» состоялась в Лондоне 26 февраля 2011 года. Третья по счету «Встреча NSK» прошла с 1 по 3 февраля 2012 года в Музее современного искусства Нью-Йорка.

## Критика
Фашизм стал игрой — но игрой на грани дозволенного. Это — вернейший способ привлечь к себе внимание , то есть успешно продать себя на рынке, где у тебя слишком много конкурентов. Ярчайший пример — «Лайбах» и вообще «нойе словенише кюнст». Фашизм стал частью мейнстрима. Эсэсовская форма у байкеров, танцоров гей-балетов и посетителей садо-мазохистских клубов, очеловечевание Гитлера у Феста и Сокурова — всё это лишь культурный вариант политической амальгамы буржуазной демократии и фашизма в одной и той же стране.
 — А. Тарасов, «Десятилетие позора. Тезисы обвинительной речи».